# Steinar Guvåg
Steinar Guvåg (8 agosto 1983) è un ex calciatore e giocatore di calcio a 5 norvegese, di ruolo difensore.

## Carriera
Guvåg ha fatto parte delle giovanili del Molde, con cui ha vinto anche il Norgesmesterskapet G19 2000. Aggregato in prima squadra in vista della stagione 2002, non ha giocato alcun incontro. Nel 2006 è stato in forza all'Åsane, in 2. divisjon. L'anno successivo ha giocato invece nel Follese, in 3. divisjon. Nel 2010 è stato al Tertnes, sempre in 3. divisjon.
Guvåg ha rappresentato la Norvegia a livello Under-19. Con questa selezione ha partecipato al campionato europeo 2002, che oltre a determinare la squadra vincitrice della rassegna continentale avrebbe qualificato le prime tre classificate al mondiale Under-20 2003. Guvåg ha giocato due partite all'interno della manifestazione, in cui la Norvegia è stata eliminata alla fase a gironi.
Attivo anche nel calcio a 5, nel campionato 2009-2010 ha vestito la maglia del Fyllingsdalen, mentre in quello 2016-2017 ha giocato per il Vadmyra.

## Palmarès

### Club

#### Competizioni giovanili
- Norgesmesterskapet G19: 1

Molde: 2000